# Burgst

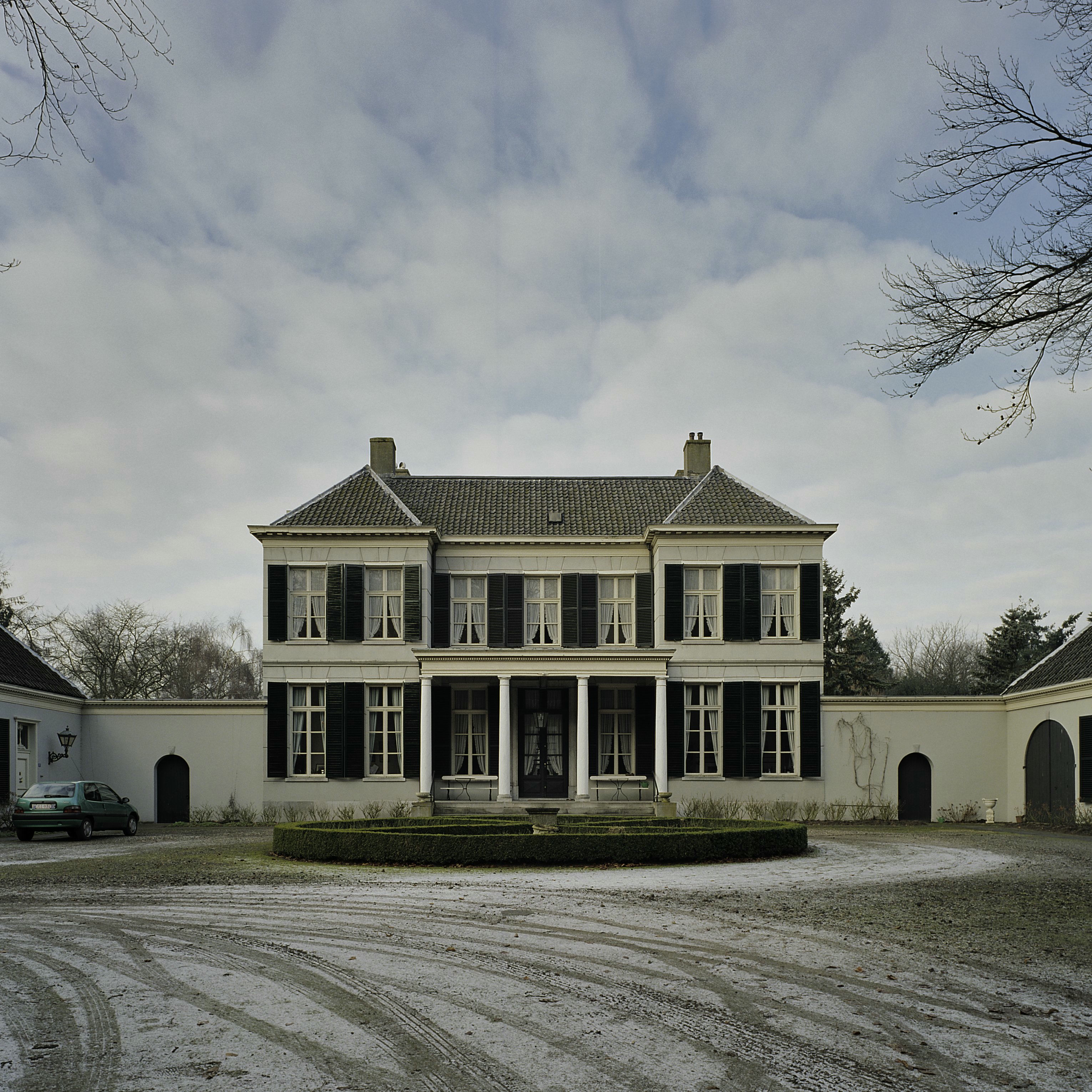
Voorgevel van het hoofdgebouw van het landhuis; februari 2006.

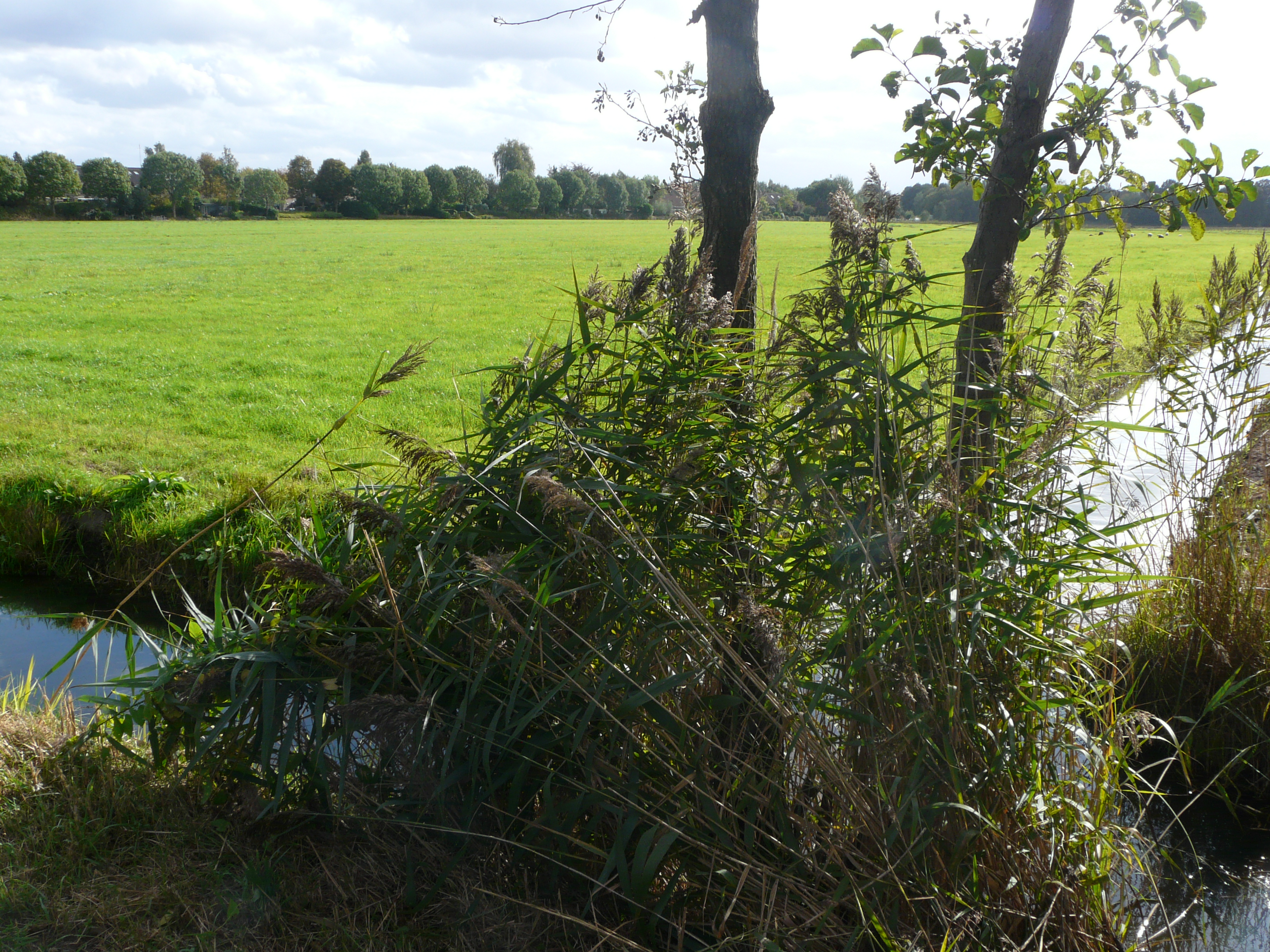
Landgoed Burgst

Landgoed Burgst is een landgoed gelegen in het midden van de Haagse Beemden in het noorden van Breda. Het landhuis uit 1790 en de tuin- en parkaanleg zijn sinds 2006 rijksmonument. Burgst is een samentrekking van burg en ast, dat vruchtbare akker betekent.

## Geschiedenis
Ridder Jan Uten Houte is de oudste bewoner van Burgst. De 'Heerlijkheid Burgst' bestond al voor 1200. Er was oorspronkelijk een door cirkelvormige grachten omgeven stenen kamer genaamd Burgst. De structuur van de aanleg hiervan is bewaard gebleven als archeologisch rijksmonument. Erbij behoorden de Grote- en Kleine Hoeve. In de Grote Hoeve vergaderden de 'Leenhof' en 'Laatbank'.
In 1790 werd door mr. C.W.J. Nahuys, de latere baron Nahuys van Burgst, een classicistisch landhuis gebouwd op het westelijk deel van de centrale akker van het landgoed. Er om heen kwam een park met een centraal gelegen torendreef die zicht gaf op de Grote Kerk van Breda. In 1898 werd de Koninginnedreef met bruine en groene beuken aangeplant. Er staat een Dianabeeld dat aan het jachtrecht herinnert.
Het landgoed wordt particulier bewoond en is niet toegankelijk voor publiek. Bij een uitslaande brand op 1 juni 2025 liep het landhuis grote schade op. Het woongedeelte werd ernstig beschadigd. Alleen het geraamte staat nog overeind.